# 印第安座ι
印第安座ι，又名CP-5211782，HD 198308、SAO 246762、HR 7968，是印第安座的一颗恒星，视星等为5.05，位于銀經346.98，銀緯-39.34，其B1900.0坐标为赤經20h 44m 16.4s，赤緯-51° -39.34′ 50″。